# Cathay Williams
Cathay Williams ps. William Cathay (ur. 1842, zm. po 1891) – pierwsza afroamerykańska kobieta-żołnierz w USA.

## Życiorys
Williams urodziła się jako niewolnica w Independence w stanie Missouri w roku 1842. Pracowała jako służąca w domu Williama Johnsona, bogatego plantatora z Jefferson City. Po wybuchu wojny secesyjnej została uwolniona przez żołnierzy Północy. Jednocześnie została zatrudniona do obsługi żołnierzy, była kucharką i praczką. 
Po zakończeniu wojny chciała być niezależna finansowo, więc zaciągnęła się w listopadzie 1866 roku do armii. Od czasu wojny w wojsku mogli służyć Afroamerykanie, ale kobietom kariery wojskowej odmawiano. Z tego powodu wstąpiła do armii pod imieniem William Cathay. W 1868 roku znudziła się jej służba w armii, zasymulowała więc chorobę, a w czasie badania została odkryta jej płeć. Zwolniona z armii 14 października 1868 roku.
Po zwolnieniu armii wróciła do swojej tożsamości. Pracowała jako kucharka u rodziny jednego z oficerów w Fort Union. Następnie przeniosła się do Pueblo w Kolorado, gdzie została praczką. W 1872 roku osiadła w Trinidad w Kolorado, gdzie mieszkała do końca życia.
W 1891 roku złożyła wniosek o świadczenie z tytułu niepełnosprawności nabytej w czasie służby wojskowej, ale wniosek odrzucono. Dokładna data jej śmierci nie jest znana.